# Hjalmar Ekengren
Hjalmar Karl Adolf Ekengren, född 8 februari 1901 i Vansö socken, död 4 februari 1981 i Stockholm, var en svensk bankman.
Hjalmar Ekengren son till lantbrukaren Adolf Ekengren. Efter studentexamen i Strängnäs 1920 blev han juris kandidat vid Stockholms högskola 1925 och skaffade sig 1926–1928 tingsmeriter. Ekengren anställdes 1929 som extraordinarie tjänsteman hos länsstyrelsen i Södermanlands län och 1930 blev han extraordinarie notarie i Svea hovrätt. 1931 blev han amanuens och 1934 förste amanuens i Finansdepartementet. Ekengren var från 1938 bankråd i Riksbanken och från 1940 ombudsman hos Valutakontoret. Han var ofta sekreterare eller ledamot av olika nämnder och utredningar, bland annat var han sekreterare hos 1933 års upphandlingssakkunniga 1933–1934 och hos 1934 års militärpensionssakkunniga 1934–1935. 1935–37 tjänstgjorde han som sekreterare hos Statens jordbruksnämnd, och var från 1939 sekreterare hos Delegerade för riksdagens verk. Ekengren var ledamot av jordbrukskasseutredningen 1939-1941 och av utredningen angående fångvårdens samt lösdrivar- och alkoholistvårdens anstaltsorganisation 1940–1941. Han var även ledamot av löne- och pensionskommittéer för riksdagens verk 1938–1939 och 1941.